# حاجی‌آباد (جبالبارز)
حاجی‌آباد روستایی در دهستان مسکون بخش جبالبارز شهرستان جیرفت استان کرمان ایران است.

## جمعیت
بر پایه سرشماری عمومی نفوس و مسکن در سال ۱۳۹۵ جمعیت این مکان ۱۸ نفر (۱۱خانوار) بوده‌است.